# Martin Schreiber
Martin Schreiber (* 9. Dezember 1879 in Feldkirch-Altenstadt; † 7. Mai 1961 ebenda) war ein österreichischer Landespolitiker (CS, VF, ÖVP) aus dem Bundesland Vorarlberg. Von 1930 bis 1931 und von 1945 bis 1954 war Schreiber als Landesstatthalter Mitglied der Vorarlberger Landesregierung.

## Leben und Wirken
Schreiber wurde am 9. Dezember 1879 als jüngstes von sieben Kindern in eine bäuerliche Familie im Feldkircher Ortsteil Altenstadt geboren. Nach dem Besuch von Volksschule und Gymnasium in seiner Heimatstadt begann er ein Studium der Rechtswissenschaften an der Universität Innsbruck. Dieses dauerte von 1900 bis 1903, wobei Schreiber in der Folge 1905 zum Doktor der Rechte (Dr. iur.)  promovierte. Noch während seines Studiums trag Martin Schreiber im Jahr 1901 in den Gerichtsdienst in Feldkirch ein. Anschließend an das Studium absolvierte er von 1904 bis 1909 eine Ausbildung zum Berufsrichter am Landesgericht Feldkirch. Von da an wirkte Martin Schreiber als Richter in Male, Borgo, Bozen und Dornbirn. 1924 wurde er Gerichtsvorsteher in Feldkirch, von 1932 bis 1938 war er Präsident des Landesgerichts Feldkirch. Zudem war er von 1922 bis 1938 Mitglied des Obergerichts im Fürstentum Liechtenstein.
Am 9. Dezember 1930 übernahm Schreiber erstmals auf Bitte seines Parteikollegen Bundeskanzler Otto Ender den Posten des Landeshauptmann-Stellvertreters von Vorarlberg, der als Landesstatthalter bezeichnet wird. Diese Funktion übte er bis zum 14. Juli 1931 aus, dem Tag, an dem Otto Ender wieder den Posten des Landeshauptmanns übernahm und sein bisheriger Vertreter in dieser Position, Ferdinand Redler wieder Landesstatthalter wurde. Während der Zeit des autoritären Ständestaats war Schreiber Mitglied des Staatsrates. Mit dem sogenannten „Anschluss“ Österreichs an das nationalsozialistische Deutsche Reich im März 1938 wurde Martin Schreiber von den NS-Behörden aller Ämter enthoben und auf eigenes Ansuchen in den Ruhestand versetzt.
Nach dem Zweiten Weltkrieg und der anschließenden Befreiung Vorarlbergs wurde Martin Schreiber in der ersten gewählten Landesregierung Vorarlbergs unter Landeshauptmann Ulrich Ilg schließlich 1945 abermals zum Landesstatthalter bestellt, was er bis zur Landtagswahl in Vorarlberg 1954 blieb. Auch in den Gerichtsdienst am Landesgericht Feldkirch konnte Schreiber nach der Wiedererlangung der Österreichischen Souveränität wieder eintreten. In der nachfolgenden Landesregierung Ilg III beerbte ihn der vormalige Bundesrat Ernst Kolb als Landesstatthalter. Am 7. Mai 1961 verstarb Martin Schreiber 81-jährig in seiner Heimatstadt Feldkirch.